# Спасо-Преображенська церква (Кролевець)
Спасо-Преображенська церква (Кролевець) — єдиний збережений храм Кролевця. Побудована в XVIII столітті.

## Історія
Спасо-Преображенська церква спершу, в 1714 році побудована з деревини, але у травні 1775 року згоріла. Місцеві дворяни Павло і Данило Бутович, Яків Грановський та парафіяльний священик Максим Федорович пожертвували кошти на зведення нової святині з каменю. Побудували храм і дерев’яну дзвіницю поруч в 1778–1782 роках.
У 1849 році архітектором Малініним святиню перебудовано й розширено, створено бічний вівтар в ім’я ікони Божої Матері Казанської. У 1839 році занепалу дзвіницю розібрали. У 1863 році архітектор Іванов створив проект кам’яної дзвіниці, яку побудували в 1865–1872 роках. 

## Архітектура церкви
Комплекс Спасо-Преображенської церкви знаходиться на підвищеному Лівобережжі річки Реть на периферії історичного середмістя Кролевця у місцевості, що називається Довгалівкою, серед одноповерхової садибної забудови. Трапецієподібна в плані церковна ділянка розташована біля перетину двох вулиць. Церкву поставлено так, щоб її баня замикала перспективу вулиці. Триярусний храм з більш широким нижнім ярусом, розділений на три частини: в центральній – прохід до церкви, а бічні – підсобні приміщення, вікна яких оформлені оригінальними наличниками та сандриками. У другому ярусі, що мав в плані форму прямокутника, арочні отвори прикрашали спарені пілястри. Третій ярус – восьмигранник, над яким – гранований купол з маківкою. Тоді ж церковну ділянку огородили цегляною стіною. Наприкінці ХІХ століття з’явилася невисока гранована ротонда, прибудована до входу на західному фасаді. На початку ХХ століття на території збудували будиночок священика – одноповерховий, дерев’яний, обкладений цеглою. За радянських часів, у 1930-х роках церкву закрили, зруйнували купол і частково огорожу, дзвіницю зрівняли з землею, залишивши лише фундамент. Богослужіння в храмі відновили тільки на період німецької окупації – у 1942 році.

## Сьогодення
Нині храм є чинним. Спасо-Преображенський церковний комплекс становить історичну цінність не лише як пам’ятник архітектури, але і як місце, пов’язане з ім’ям Філофея Лещинського – церковного діяча й просвітителя.